# Atsushi Matsuo
Atsushi Matsuo (松尾 篤 Matsuo Atsushi?), född 5 mars 1990 i Fukuoka prefektur, är en japansk före detta fotbollsspelare.
Matsuo började sin karriär 2012 i V-Varen Nagasaki. Efter V-Varen Nagasaki spelade han för Japan Soccer College, Azul Claro Numazu och Saurcos Fukui. Han avslutade karriären 2018.